# Batalla de Fredericksburg
La batalla de Fredericksburg va tenir lloc al voltant de Fredericksburg, Virgínia, de l'11 al 15 de desembre de 1862, entre l'exèrcit de Virgínia del Nord, del general confederat Robert E. Lee, i l'Exèrcit del Potomac, comandat pel major general de la Unió Ambrose E. Burnside. És recordada com una de les batalles més desiguals de la Guerra civil dels Estats Units. El 13 de desembre, l'Exèrcit de la Unió va patir pèrdues terribles en assalts frontals inútils contra els defensors confederats, ben atrinxerats als turons de darrere de la ciutat. Amb aquesta batalla, finalitzà de sobte la campanya unionista contra Richmond (Virgínia), la capital dels Estats Confederats.

## Rerefons i el pla de Burnside
La batalla va ser el resultat d'un esforç de la Unió per guanyar la iniciativa en la lluita contra l'exèrcit de Lee, més petit però més agressiu. Burnside va ser nomenat General de l'Exèrcit del Potomac al novembre, reemplaçant el major general George B. McClellan. Tot i que McClellan havia detingut Lee a la batalla d'Antietam el setembre, el President dels EUA Abraham Lincoln creia que no tenia prou decisió, perquè no va ordenar la persecució i destrucció de l'exèrcit de Lee a Maryland, i va desaprofitar molt de temps reorganitzant i reequipant el seu exèrcit per a les següents grans batalles.
Burnside, en resposta als constrenyiments de Lincoln i el Cap de l'estat major general Henry W. Halleck, va planejar una tardana ofensiva de tardor; comunicant els seus plans a Halleck el 9 de novembre. El pla es basava en una sèrie de ràpids moviments i enganys. Concentrant les seves tropes en un lloc visible i proper a Warrenton, simulant moure's cap a Culpeper Court House, Orange Court House, o Gordonsville. Aleshores desplaçaria ràpidament el seu exèrcit cap al sud-est i creuaria el Riu Rappahannock cap a Fredericksburg, esperant que el general Lee estigués desinformat pel que fa a les seves veritables intencions, mentre l'Exèrcit de la Unió realitzava un ràpid moviment contra Richmond, al llarg del sud del Ferrocarril Richmond-Fredericksburg-Potomac, des de Fredericksburg. Burnside seleccionà aquest pla perquè li preocupava que si es movia directament pel sud des de Warrenton, estaria exposat a atacs envolvents per part de "Stonewall" Jackson, els cossos del qual estaven en aquell moment a la vall de Shenandoah al sud de Winchester. També creia que el Ferrocarril d'Orange i Alexandria seria una línia de subministraments inadequada. Quan Burnside començà a preparar una base de subministraments a Falmouth, prop de Fredericksburg, l'administració de Lincoln va sostenir un llarg debat sobre la factibilitat i possibilitats reals d'aquest pla. Lincoln va aprovar el seu pla, però li va advertir que no mogués les seves tropes molt ràpidament, dubtant certament que Lee faria el que Burnside esperava.

## Exèrcits contendents

### Exèrcit de la Unió
Ambrose E. Burnside organitzà el seu Exèrcit del Potomac en tres grans divisions, que comprenien 120.000 homes, dels quals 114.000 participaren en la batalla.
- La Gran Divisió de la Dreta, comandada pel major general Edwin V. "Bull" Sumner, consistia en el II Cos del major general Darius N.Couch (divisions del brigadier general Winfield S. Hancock, Oliver O. Howard, i William H. French) and the IX Cos del brigadier general Orlando B. Willcox (divisions dels brigadiers generals William W. Burns, Samuel D. Sturgis, and George W. Getty). S'hi adjuntà una divisió de cavalleria, comandada pel brigadier general Alfred Pleasonton.
- La Gran Divisió del Centre, comandada pel major general Joseph Hooker, consistia en el III Cos del brigadier general George Stoneman (divisions dels brigadiers generals David B. Birney, Daniel E. Sickles, i Amiel W. Whipple) i el V Cos del brigadier general Daniel Butterfield (divisions dels brigadiers generals Charles Griffin, George Sykes] i Andrew A. Humphreys). S'hi adjuntà una brigada de cavalleria, sota comandament del brigadier general William W. Averell
- La Gran Divisió de l'Esquerra, comandada pel major general William B. Franklin, consistia en el I Cos del major general John F. Reynolds (divisions dels brigadiers generals Abner Doubleday i John Gibbon i el major general George G. Meade) i el VI Cos del major general William Farrar Smith (divisions dels brigadiers generals William T. H. Brooks, Albion P. Howe, i John Newton (enginyer)). S'hi adjuntà una brigada de cavalleria, comandad pel brigadier general George Dashiell Bayard.
- El Cos XI del major general Franz Sigel fou mantingut en reserva a l'àrea de Fairfax Court House. El XII Cos, sota comandament del major general Henry W. Slocum, fou estacionat a Harpers Ferry, mentre va durar la campanya.

### Exèrcit confederat
L'Exèrcit de Virgínia del Nord, de Robert E. Lee, tenia prop de 85.000 homes, dels quals 72.000 participaren en la batalla.
- El Primer Cos del tinent general James Longstreet, incloses les divisions del majors generals Lafayette McLaws, Richard H. Anderson, George E. Pickett, i John Bell Hood, i el brigadier general Robert Ransom, Jr.
- El Segon Cos del tinent general Thomas J. "Stonewall" Jackson, incloses les divisions dels majors generals D.H. Hill i A.P. Hill, i brigadiers generals Jubal A. Early i William B. Taliaferro.
- Artilleria de reserva a les ordres del brigadier general William N. Pendleton.
- Cavalleria a les ordres del major general J.E.B. Stuart.

## Moviments de la batalla

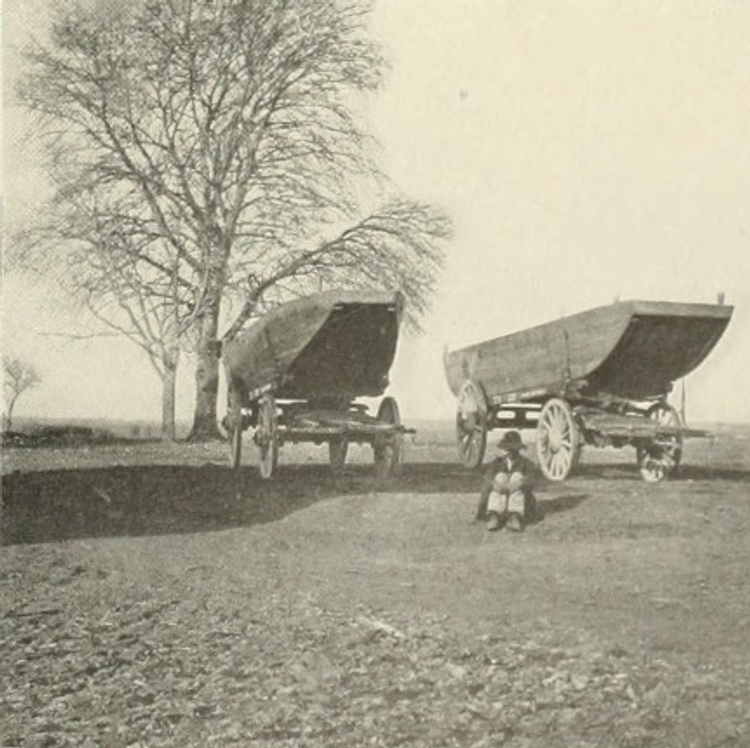
Pontons de l'exèrcit de la Unió mobilitzats pel seu desplegament.

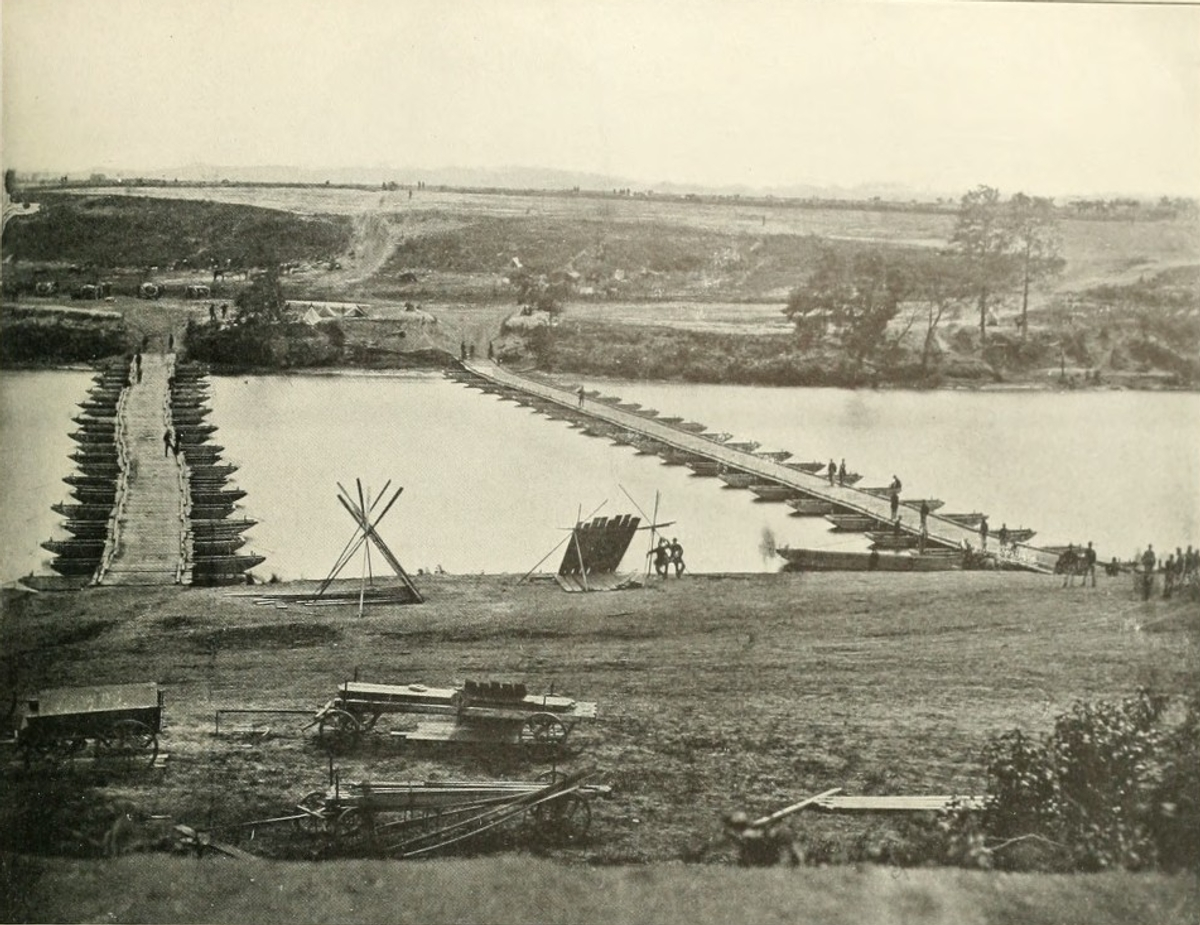
Enginyers de la Unió bastiren pontons a Franklin Crossing, on el general Franklin necessità dos dies per travessar el riu amb l'ala esquerra de l'exèrcit de la Unió, durant la Batalla de Fredericksburg.

L'exèrcit de la Unió començà a marxar el 15 de novembre, i els primers elements arribaren a Falmouth el 17 de novembre. El pla de Burnside es torçà ràpidament. Ell havia ordenat que s'enviessin ponts de pontons i es muntessin per travessar ràpidament el Rappahannock, però a causa de deficiències burocràtiques i de les males condicions del camí, els ponts no havien precedit l'exèrcit. Així que el major general Edwin V. Sumner arribà, va dir imperiosament que calia travessar el riu immediatament, per tal d'escampar la força confederada de 500 homes al poble i ocupar els turons dominants al l'oest. Burnside començà a esfereir-se, espantat perquè les creixents pluges de la tardor no permetrien usar els punts de gual i aleshores Sumner podria ser vençut i destruït. Ell malbaratà la seva iniciativa i ordenà Sumner que esperés a Falmouth.
Cap al 21 de novembre, el cos de l'exèrcit de James Longstreet havia arribat prop de Fredericksburg, i el de Jackson (que havia estat corrent avall del Rappahannock, per prevenir que no travessessin allà), els anava seguint ràpidament. Lee va preveure, de bon principi, que lluitaria amb Burnside al nord-est de Fredericksburg i que podria ser necessari retrocedir pel riu North Anna. Però quan veié com anava de lent Burnside, dirigí tot el seu exèrcit cap a Friedericksburg. El primer pontó arribà a Falmouth el 25 de novembre, massa tard per permetre l'Exèrcit del Potomac travessar el riu sense oposició. Burnside, tanmateix, tenia encara una oportunitat, perquè s'enfrontava només a la meitat de l'exèrcit de Lee. Si actuava ràpid, podia ser capaç d'atacar Longstreet i derrotar-la abans no arribés Jackson. Un altre cop va malbaratar la seva oportunitat. Els ponts arribaren cap a final de mes, i en aquells moents Jackson ja era present i Longstreet ja preparava fortes defenses.
Burnside planejà, originalment, travessar amb el seu exèrcit a l'est de Fredericksburg, 16 quilòmetres corrent avall, a Skinker's Neck, però la divisió d'Early arribà allà i el blocà. Així doncs, decidí creuar directament a Fredericksburg. El 9 de desembre, va escriure a Halleck: "Crec ara que l'enemic serà més sorprès per una travessa immediata en el nostre front que per una altra part del riu.... estic convençut que una àmplia força de l'enemic és ara concentrada a Port Royal, als que s'han quedat a Fredericksburg, esperem derrotar-los". A més del seu avantatge numèric en soldats, Burnside tenia també l'avantatge de saber que el seu exèrcit no seria atacat efectivament. A l'altra banda del Rappahannock, s'havien col·locat 220 peces d'artilleria sobre un turons conegut com a Stafford Heights per prevenir que l'exèrcit de Lee contraataqués des d'alguna muntanya més alta.
Lee tenia gran fe en el seu exèrcit, fins i tot pensava que no va tenir massa idea dels plans del comandant enemic fins, a tot estirar, dos dies abans que l'exèrcit de la Unió intentés travessar el riu. Desplegà aproximadament 20.000 homes sobre Longstreet al seu flanc esquerre, que era ancorat sobre els turons conegut com a Marye's Heights, just a l'oest de la ciutat, més enllà d'un mur de pedra al cim del turó. Tement que no travessessin corrent avall, pel sud de la ciutat, desplegà la resta dels seus homes al sud, a les ordres de Jackson. L'àrea era saltejada amb turons, una altra excel·lent posició defensiva.
Els enginyers de la Unió començaren a ensamblar sis pontons al matí de l'11 de desembre, dos justa al nord del centre de la vila, un tercer cap a l'extrem sud de la vila, i tres propers al sud, prop de la confluència amb el Rappahannock i Deep Run. Vingueren sota el foc hostil dels tiradors d'elit de la Confederació, principalment des de la Brigada de Mississipi del brigadier general William Barksdale. Finalment, els seus subordinats convenceren Burnside per tal que enviés destacaments a l'altra banda en barques aquella vesprada, per tal d'assegurar un petit cap de platja i derrotar els tiradors d'elit. L'exèrcit confederat escollí no resistir vigorosament els soldats desembarcats, perquè els cobria l'artilleria de la Unió, però varen tenir lloc alguns dels primers combats urbans, i els edificis foren escombrats per la infanteria i pel foc d'artilleria que venia des d'altra banda del riu. Els canoners de la Unió llançaren més de 5.000 bales contra la vila i els turons de l'oest. Després que el pontons foren al seu lloc, els homes de Burnside saquejaren la ciutat amb un furia que enfurismà Lee, el qual va comparar les seves depredacions amb aquelles que practicaven els antics Vàndals. La destrucció també encoleritzà els homes de Lee, molts dels quals eren nadius de Virgínia. Entre els dies 11 i 12 de desembre, els homes de Burnside es desplegaren fora de la ciutat i es prepararen per atacar l'exèrcit de Lee.

## Batalla

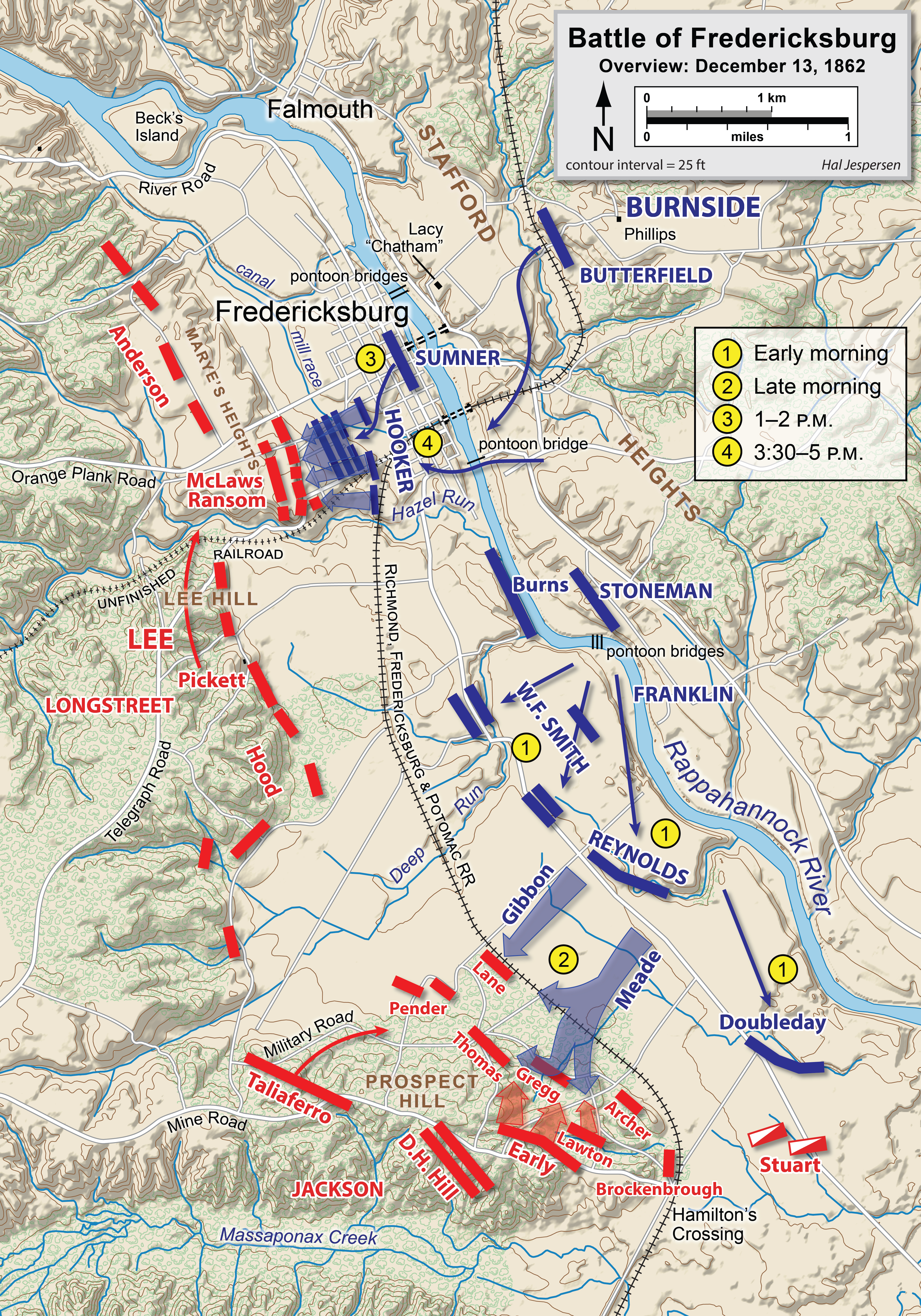
Vista superior de la batalla, 13 de desembre, 1862.

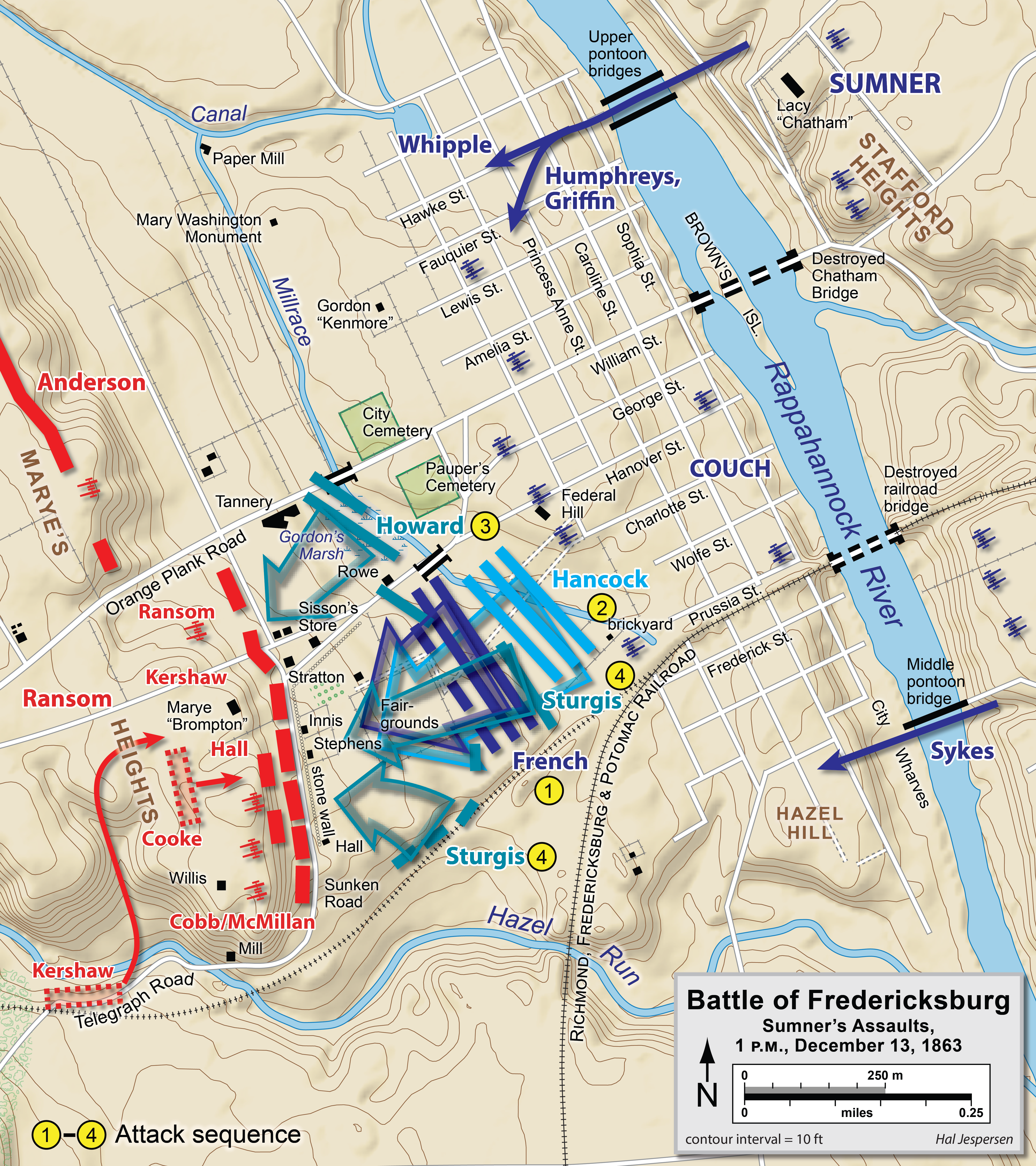
Assalt de Sumner, 13:00 h. 13 de desembre, 1862.

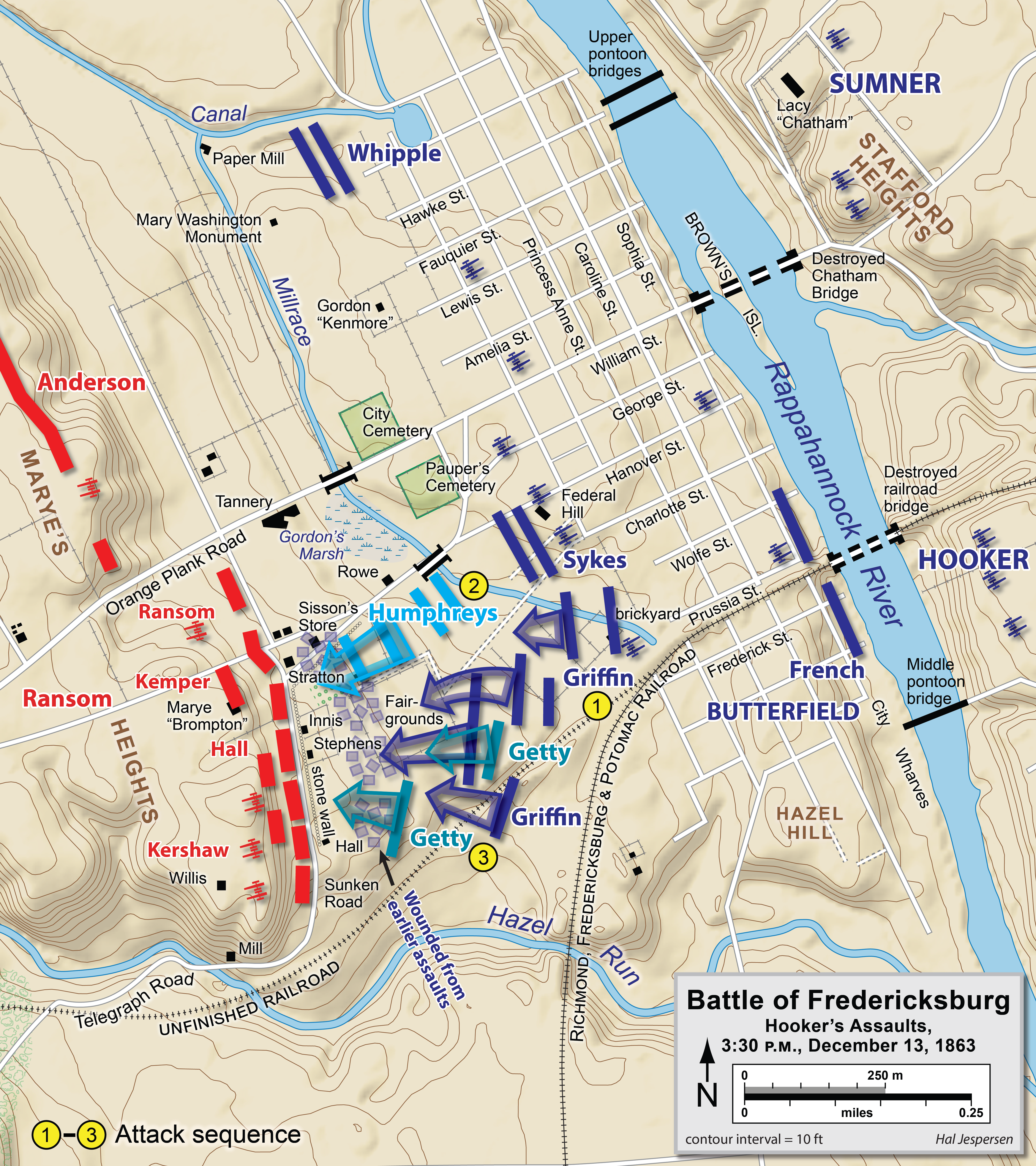
Assalt de Hooker, 15:30 h. 13 de desembre, 1862.

La batalla començà al sud de la ciutat a les 8:30 del matí del 13 de desembre, quan el major general Franklin envià dues divisions, procedents de la Gran Divisió de l'Esquerra cap a una inèdita bretxa de les defenses de Jackson, a la dreta. Pels volts de les 10.00 hores, començà a aixecar-se una espessa boira, i els moviments inicialment lents es van accelerar. La divisió del general George Made formava el principal atac, i li donaven suport les divisions de Abner Doubleday i John Gibbon. L'atac s'estancà per l'artilleria a cavall de Virgínia, comandada pel major John Pelman i el duel d'artilleria entre Pelham i les bateries d'artilleria de la Unió es va perllongar al voltant d'una hora. Pelham començà amb tan sols dos canons, però continuà amb tan sols un després que l'altre fos inutilitzat pel foc de les bateries enemigues. El general Lee observava l'acció i va comentar sobre Pelham, que tenia 24 anys: "és gloriós veure aquesta mena de coratge en algú tan jove". Quan Meade finalment pogué avançar, va córrer cap a la brigada del brigadier general Maxcy Gregg, dispersant-la. Greeg confongué les tropes de Meade amb tropes confederades que fugien i ordenà als seus homes que no obrissin foc contra ells. Mentre cavalcava a un lloc destacat al front de les seves línies, la sordesa parcial de Greeg li impedia sentir que s'apropaven els federals i que les seves bales volaven al voltant d'ell. Un bala el tocà i fou mortalment ferit, morint dos dies més tard.
A la dreta de Meade, l'atac de Gibbon contra les brigades del brigadiers general William Dorsey Pender i Edward L. Thomas feia bons progressos, però els homes de Meade i Gibbon s'havien separat; pels volts de l'1:30 del migdia, un fort contraatac confederat els forçà a retrocedir. Donades les condicions de la boira, l'artilleria federal no podia ser de gran ajut. Els homes de la Unió es replegaren i foren caçats per la infanteria confederada, la qual cosa indicava que podien ser atrapats al riu. Finalment, les divisions del brigadier general Daniel E. Sickles i del brigadier general David B. Birney foren portades més amunt per enfortir la línia d'atac federal, i el contraatac de Stonewall Jackson els obligà a aturar-se. El focus de l'acció es traslladà al nord, cap a Marye's Heights.
Els assalts inicials a l'est de Fredericksburg començaren a les 11 del matí, quan la divisió de William H. French es desplaçà al llarg de Plank Road, davant d'una costeruda i ampla rasa de drenatge a la riba, que feia uns 370 metres d'amplada. Aquesta rasa estava dominada per la infanteria i l'artilleria confederada, abans del camí enfonsat i el mur de pedra. Ben d'hora, Longstreet havia estat assegurada per l'artiller Edward Porter Alexander. Considerava que les defenses eren tan bones que va pronunciar una curiosa frase:"un pollastre no podria viure en aquest camp quan nosaltres hi sortissim".
L'atac dels homes de la Unió s'hagué de fer en columnes sobre dos petits ponts que creuaven el dic drenat, fent d'ells un objectiu en massa. Els intents de desplaçar l'atac més lluny, a la dreta, fracassaren a causa del terreny pantanós. Com al sud, la boira impedia que l'artilleria de la Unió pogués silenciar d'una manera efectiva els canons confederats.
Burnside havia avançat que aquest atac per la dreta seria simplement un suport de l'esforç dels seus homes a l'esquerra, però Franklin estava estancat i es resistia als precs de continuar, per la qual cosa Burnside canvià el seu èmfasi. Després que la divisió de French fos repel·lida amb grans pèrdues, Burnside hi envià les divisions de Winfield Scott Hancock i Oliver O. Howard, les quals van tenir un destí similar. En aquells moments, la divisió de George Pickett i una de les brigades de John Bell Hood havien marxat cap al nord per reforçar Marye'e Heights. La divisió de Charles Griffin renovà l'atac a les 3:30 de la tarda, seguida per la divisío de Andrew A. Humphreys a les 4:00. Al vespre, la divisió de George W. Getty assaltà des de l'est i fou també repel·lida.
S'hi havien enviat sis divisions de la Unió, per a un total de setze càrregues, i totes havien fracassat, amb un cost total d'entre 6.000 i 8.000 baixes. Veient el carnatge des del centre de la seva línia, una posició que ara és coneguda com el Turó de Lee, el general Lee va dir: "Està bé que la guerra sigui tan terrible, perquè sinó creixeríem massa afeccionats a ella". L'acció sobre els turons també s'inclogué a la càrrega de la Brigada irlandesa, la qual perdé 545 dels seus 1.300 homes en un atac on s'havien avançat als turons més que cap altra brigada de la Unió. Les pèrdues totals de la Confederació a Mayre's Heights van ser d'uns 1.200 homes.
Longstreet va escriure més tard: "Les càrregues ha estat desesperades i sagants, però absolutament desesperençadores". Milers de soldats de la Unió consumiren la freda nit de desembre pujant els turons, incapaços de moure o assistir els ferits a causa del foc confederats.
Els exèrcits romangueren en posició durant el dia 14 de desembre, quan Burnside va pensar breument a liderar el seu antic IX Cos en un atac definitiu sobre Marye's Heights, però s'ho repensà. Aquella tarda,, Burnside preguntà Lee si li podia donar temps per atendre els seus ferits, la qual cosa Lee li concedí. L'endemà, les forces federals es retiraren a través del riu, i la campanyà arribà al seu final.

## Conseqüències
Les baixes sofertes per cada exèrcit mostren clarament com van ser de desastroses les tàctiques de l'exèrcit de la Unió, i Burnside fou rellevat del comandament un mes després (a continuació de l'humiliant fracàs de la seva marxa del fang). L'exèrcit de la Unió sofrí 12.653 baixes. L'exèrcit confederat perdé 5.377 homes
Al Sud hi hagué una explosió de felicitat amb aquesta gran victòria. L' Examiner , un diari de Richmond, ho descrivia com a "sorprenent derrota de l'invasor, una esplèndia victòria del defensor del Sòl Sagrat." El general Lee, que normalment es mostrava reservat, fou descrit pel diari Mercury, de Charleston, com a "exultant de joia, gairebé desequilibrat, i semblava desitjós d'abraçar tothom que el cridava". El diari també exclamava que "el general Lee coneix la seva feina i l'exèrcit ja no ha conegut mots com derrota".
No cal dir que al Nord les reaccions foren completament oposades, i tant el president Lincoln com l'exèrcit foren objecte de forts atacs per part dels polítics i la premsa. El Comercial de Cincinnati va escriure: "És impossible en la naturalesa humana que els homes mostrin més valor o els generals menys judici (seny) que aquell que vam poder percebre en el nostre bàndol aquell dia". El senador Zachariah Chandler va escriure que "El President és un home feble, massa feble per a l'ocasió, i aquells babaus de generals traïdors estan malgastant el temps i també molta preciosa sang en batalles no decisives i retards". Andrew Curtin, governador de Pennsilvània, visità la Casa Blanca després de fer un volt pel camp de batalla. Curtin digué al president: "Allò no fou una batalla, fou una carnisseria". Curtin explica que al president "se li va partir el cor amb la narració, i ben aviat es posà en un estat de nervis que vorejava la malaltia". El mateix Lincoln va escriure: "Si existeix algun lloc pitjor que l'Infern, jo ja hi sóc".